# Renato Walter Togni
Renato Walter Togni (Nole, 31 gennaio 1955) è un politico italiano. Attualmente si occupa di consulenze ambientali, collaborando con diverse aziende, e di arredamento.
Dal 2008 è presidente dell’Associazione Ambiente Nord, che si occupa di tematiche ambientali.
Da luglio 2020, Renato Walter Togni ha preso il posto di Maurizio Carnevale come presidente della Camera di Commercio Italiana per l’Ucraina, con sede sia a Torino sia a Kiev.

## Biografia
Nasce a Nole, in provincia di Torino, il 31 gennaio 1955. Togni frequenta l'istituto di Istruzione Superiore Fermi Galilei di Ciriè, dove consegue il diploma di geometra.

## Attività professionale
Subito dopo aver concluso gli studi superiori, Togni inizia a lavorare in un’azienda di prefabbricati della provincia di Torino. Nel 1979 decide di intraprendere l’attività di interior designer, come dipendente per alcune aziende e, successivamente, anche come consulente per studi privati.
Nel 1997 diventa socio e, successivamente, presidente della società “L’isola che non c’è srl arredamenti” di Torino. Nel 2001 diventa un libero professionista nel campo dell’arredamento con la ditta STI Habitat di Nole (TO). Contemporaneamente, collabora con diverse aziende della provincia di Torino.
Dal 2014, Renato Walter Togni si occupa di arredamento e consulenze in ambito ambientale.
Dal 2010 al 2016, Togni si occupa delle Relazioni con le Istituzioni per la Camera di Commercio Italiana per l'Ucraina, per poi diventarne il Vicepresidente fino al luglio 2020 quando viene nominato Presidente.

## Attività politica
La passione per la politica nasce durante l’adolescenza, tra i banchi di scuola.
Nel 1991 Togni si iscrive al partito della Lega Nord ma solo tre anni più tardi, nel 1994, inizia ad impegnarsi attivamente nel territorio del canavese fino ad ottenere il suo primo incarico nel 1999 come consigliere comunale presso il comune di Nole. Nello stesso anno, Togni viene nominato anche assessore con delega all’ambiente, al commercio, al lavoro, all’istruzione pubblica e allo sport.
Con le elezioni comunali di Nole del 2004, Togni diviene consigliere comunale di opposizione, ruolo che ricoprirà fino al 2009. Dal 2001 al 2006 ricopre il ruolo di consigliere nel direttivo “Parco Regionale della Mandria”, a Torino. Nel 2002 prende parte all’ufficio di comunicazione dell’assessorato al commercio estero, formazione, legale e contenzioso della regione Piemonte.
Nel biennio 2007-2009 Togni fa parte della Conferenza dei servizi della Regione Piemonte per le cave TAV. Nel 2006, Renato Walter Togni risulta essere il primo candidato non eletto alla Camera dei Deputati per la Circoscrizione Piemonte 1.
Attualmente, è consigliere di minoranza presso il Comune di Nole.

### Elezione a deputato
Alle elezioni politiche del 2008 viene eletto deputato della XVI legislatura della Repubblica Italiana nella circoscrizione Piemonte 1 per la Lega Nord.
Durante il suo mandato, prende parte all’VIII Commissione Ambiente, territorio e lavori pubblici e alla commissione bicamerale sugli illeciti nel ciclo dei rifiuti.
Come deputato, partecipa alla missione parlamentare a Copenaghen per la preparazione della conferenza mondiale sull’ambiente del 2009; alla missione in Cina per contrastare il traffico illecito dei rifiuti. Come componente della commissione partecipa anche alla missione rifiuti in Campania per contrastare le ecomafie, nella “terra dei fuochi”.
Durante il mandato, Togni promuove 116 disegni di legge, 70 mozioni, 18 interpellanze, 187 interrogazioni, 29 risoluzioni, 127 ordini del giorno e 1027 emendamenti.
Ricandidato al Senato nel 2013 con la Lega Nord in Piemonte, non viene rieletto.
L’anno successivo, Togni abbandona il partito della Lega Nord, per insanabili contrasti con il collega di partito e allora segretario provinciale del canavese Roberto Cota.

## Altro
In parlamento, Togni diventa il promotore del gruppo di amicizia fra parlamentari italiani ed ucraini, fortemente voluta dall'allora Presidente di CCIPU Maurizio Carnevale, nell’ottica di sviluppare scambi culturali ed economici. Il 3 maggio 2014, costituisce l’associazione parlamentare di amicizia Italia-Ucraina, composta da 57 deputati e 20 senatori, appartenenti a tutti gli schieramenti politici.
Nel 2016, Togni diventa il vicepresidente della Camera di Commercio Italiana per l’Ucraina, di cui è stato eletto presidente nel luglio 2020.